# Viborg (Dakota Południowa)
Viborg – miasto w Stanach Zjednoczonych, w stanie Dakota Południowa, w hrabstwie Turner.